# Supercoppa d'Islanda 2014
La Meistarakeppni karla 2014 è  stata la 43ª edizione di tale competizione. Si è disputata il 27 aprile 2014 a Reykjavík. La sfida ha visto contrapposte il KR Reykjavík, vincitore del campionato e il Fram Reykjavík trionfatore nella coppa nazionale.
Ad aggiudicarsi il trofeo è stato il KR Reykjavík per la terza volta nella sua storia.

## Tabellino
| Arbitro: | Guðmundur Ársæll Guðmundsson |

|                                    |           |  |
| Finnbogason 33’ (rig.) Atlason 81’ | Marcatori |  |